# Alfred (Dvořák)
Pour les articles homonymes, voir Alfred.
Personnages
- le roi Alfred (baryton)
- Alvina, sa fiancée (soprano)
- le prince Harald (ténor)
- le prince Gothron (basse)
- Sieward, serviteur (basse)
- Dorset, ami d'Alfred (ténor)
- Rovena, amie d'Alvina (soprano)

Alfred est un opéra héroïque en trois actes d'Antonín Dvořák composé en 1870 sur un livret en allemand de Theodor Körner. Il s'inspire d'un événement historique : la victoire du roi anglo-saxon Alfred le Grand sur les Vikings en 878.
L'ouverture de l'opéra est jouée le 4 janvier 1905 à Prague, un an après la mort du compositeur, mais la première de l'opéra entier n'a lieu que le 10 décembre 1938 à Olomouc, avec une traduction tchèque du livret. La première interprétation avec le livret original s'est déroulée le 17 septembre 2014 à Prague,.

## Distribution
| Rôle                    | Tessiture | Distribution de la création | Distribution de la création |
| Rôle                    | Tessiture | 1938                        | 2014                        |
| ----------------------- | --------- | --------------------------- | --------------------------- |
| le roi Alfred           | baryton   | Otto Kubin                  | Felix Rumpf                 |
| Alvina, sa fiancée      | soprano   | Anna Richterova             | Petra Froese                |
| le prince Harald        | ténor     | Adolf Richter               | Ferdinand von Bottmer       |
| le prince Gothron       | basse     | Ada Frank                   | Jorg Sabrowski              |
| le serviteur Sieward    | basse     | Jaroslav Sobota             | Peter Mikulas               |
| Dorset, l'ami d'Alfred  | ténor     | Boris Jetusenko             | Tilmann Unger               |
| Rovena, l'amie d'Alvina | soprano   | Stefa Petrova               | Jarmila Baxova              |

## Synopsis
L'opéra prend place en Angleterre en 878. Dans le premier acte, l'armée danoise fête sa victoire sur les Anglais, mais ses chefs ont d'autres préoccupations : le prince Gothron est inquiet, car il a rêvé du roi anglais Alfred victorieux. De son côté, le prince Harald courtise Alvina, la fiancée d'Alfred, qui a été capturée par ses troupes, mais celle-ci le rejette. Le second acte voit Alfred s'introduire dans le camp danois, déguisé en harpiste. Démasqué, il parvient à s'échapper avec Alvina, qui a échappé à la surveillance de ses geôliers. Gothron se rappelle son rêve. Alvina est à nouveau capturée dans le troisième acte et persiste à refuser les avances de Harald. Lorsque l'armée anglaise donne l'assaut sur le camp danois, Harald se suicide. Les Anglais célèbrent leur victoire et les retrouvailles d'Alfred et Alvina.